# Gmina Chynów
Die Gmina Chynów ist eine Landgemeinde im Powiat Grójecki der Woiwodschaft Masowien in Polen. Ihr Sitz ist das gleichnamige Dorf.

## Gliederung
Zur Landgemeinde Chynów gehören folgende 56 Ortschaften mit einem Schulzenamt:
Adamów Rososki
Barcice Drwalewskie
Barcice Rososkie
Budy Sułkowskie
Budziszyn
Budziszynek
Chynów
Dąbrowa Duża
Dobiecin
Drwalew
Drwalewice
Edwardów
Franciszków
Gaj Żelechowski
Gliczyn
Grobice
Henryków
Jakubowizna
Janów
Jurandów
Krężel
Kukały
Lasopole
Ludwików
Machcin
Marianów
Martynów
Marynin
Mąkosin
Milanów
Nowe Grobice
Ostrowiec
Pawłówka
Pieczyska
Piekut
Przyłom
Rososz
Rososzka
Staniszewice
Sułkowice
Sułkowice-Osiedle
Watraszew
Węszelówka
Widok
Wola Chynowska
Wola Kukalska
Wola Pieczyska
Wola Żyrowska
Wygodne
Zalesie
Zawady
Żelazna
Żelechów
Żyrów
Weitere Orte der Gemeinde sind Adamów Drwalewski, Grabina, Hipolitów, Janina, Kozłów, Nowy Żelechów, Sikuty, Zadębie und Zbyszków.

## Verkehr
Auf Gemeindegebiet liegen die Halte Sułkowice, Chynów und Krężel der Bahnstrecke Warszawa–Kraków.